# ساياكا يوشينو
ساياكا يوشينو (باليابانية: 吉野紗香؛ بالكانا: よしの さやか) هي مؤدية صوت وممثلة يابانية، ولدت في 14 مايو 1982 في طوكيو في اليابان.

## وصلات خارجية
- ساياكا يوشينو على موقع IMDb (الإنجليزية)
- ساياكا يوشينو على موقع ميوزك برينز (الإنجليزية)
- ساياكا يوشينو على موقع قاعدة بيانات الفيلم (الإنجليزية)